# Neohybothorax hetera
Neohybothorax hetera är en stekelart som först beskrevs av Walker 1834.  Neohybothorax hetera ingår i släktet Neohybothorax och familjen bredlårsteklar. Arten är reproducerande i Sverige. Inga underarter finns listade i Catalogue of Life.